# 3e Division d'infanterie canadienne (1940-1945)
Pour la division de la Première Guerre mondiale, voir 3e Division canadienne (1915-1919) et, pour la division actuelle, voir 3e Division du Canada
Pour les articles homonymes, voir 3e division.

Insigne de la 3 D.I canadienne

La 3e Division d'infanterie canadienne est une unité des forces canadiennes créée en 1940 et qui prit part au débarquement allié en Normandie sur la plage de Juno Beach. Elle était alors sous le commandement du major-général Rodney Keller. L'unité participa ensuite à la formation de la nouvelle 1re Armée canadienne avec laquelle elle se battit à Caen et sur la poche de Falaise. Elle combattit ensuite aux Pays-Bas dans la poche de Breskens et jusqu'aux dernières offensives d'avril 1945.
Durant la bataille de l'Escaut, la division canadienne acquit le surnom de « Water Rats » (rats d'eau), surnom donné par le général Montgomery (en référence aux rats du déserts britanniques) pour leurs capacités amphibies.

## Histoire et faits marquants

### Le D-DAY

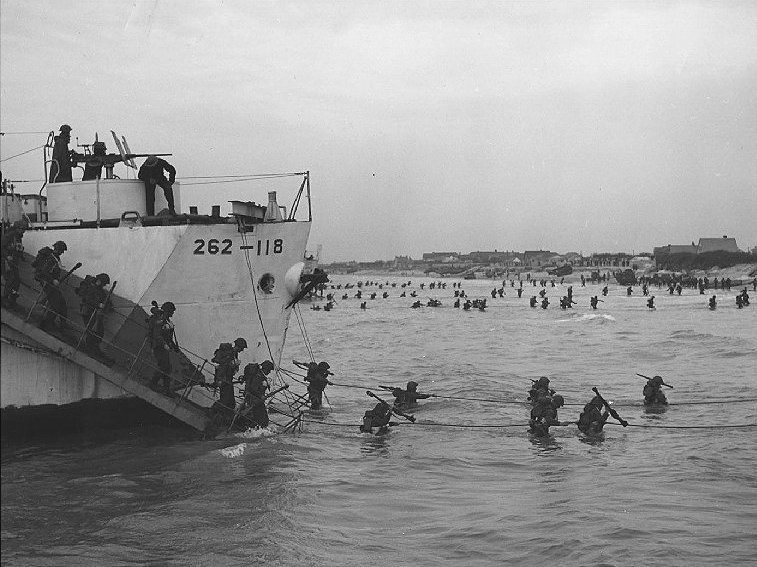
Débarquement sur Juno-Beach.

Les premiers Canadiens débarquent à 8 h à Saint-Aubin-sur-Mer (North Shore Regiment) et Bernières-sur-Mer (Queen Own Rifles), suivis du 48e Royal Marine Commando et du Régiment de la Chaudière, avec l'appui des blindés du Fort Garry Horse et de l'artillerie des 14e et 19e régiments.
Plusieurs heures de combats seront nécessaires pour que la 8e brigade prenne définitivement pied sur la plage.
La 7e brigade, constituée notamment du Regina Rifles, du Royal Winnipeg Rifles et du Canadian Scottish Regiment, débarque à Courseulles-sur-Mer.
La situation est encore plus difficile qu'à l'Est et les affrontements causent de lourdes pertes aux Canadiens ; ce n'est que vers le milieu de l'après-midi que la plage est conquise.
Toutefois, une fois la résistance du littoral vaincue, les Canadiens avancent rapidement et atteignent les abords de la RN 13, ils doivent prendre l'aéroport de Carpiquet. Les combats sont très durs et l'objectif du Jour J ne peut être atteint malgré la perte de 1 000 hommes.

### La bataille de Caen en juin: mourir pour un aéroport
La bataille de Caen s'engage. Dès le 7 juin, les Canadiens progressent avec d'énormes difficultés. La 3e Division canadienne se trouve engagée face aux soldats fanatisés des Jeunesses hitlérienne de la 12e division SS Hitlerjugend. L'objectif de l'aéroport de Carpiquet semble imprenable, d'autant plus que les Allemands contre-attaquent en force, appuyés par des chars Panther. Les combats dans le secteur de Bretteville-l'Orgueilleuse sont alors terribles, plusieurs témoins comme le Major Gordon Brown parleront d'un « enfer indescriptible » : 400 hommes du Regina Rifles y seront perdus. Les Waffen-SS feront également 86 prisonniers canadiens qu'ils exécuteront froidement dans la cour de l'abbaye d'Ardenne le 8 juin 1944,.
Le 8 juin, les Canadiens doivent à leur tour prendre une position défensive et défendre Bretteville. Le lieutenant colonel Matheson qui commande le Regina Rifles demande à ses hommes de « ne pas se rendre aux Allemands car ceux-ci ne font pas de prisonniers ». Les combats n'en seront que plus furieux. Entre l'intensité de ces affrontements mais aussi malheureusement certaines exactions, ces combats vont prendre une dimension encore jamais atteinte sur le front occidental.

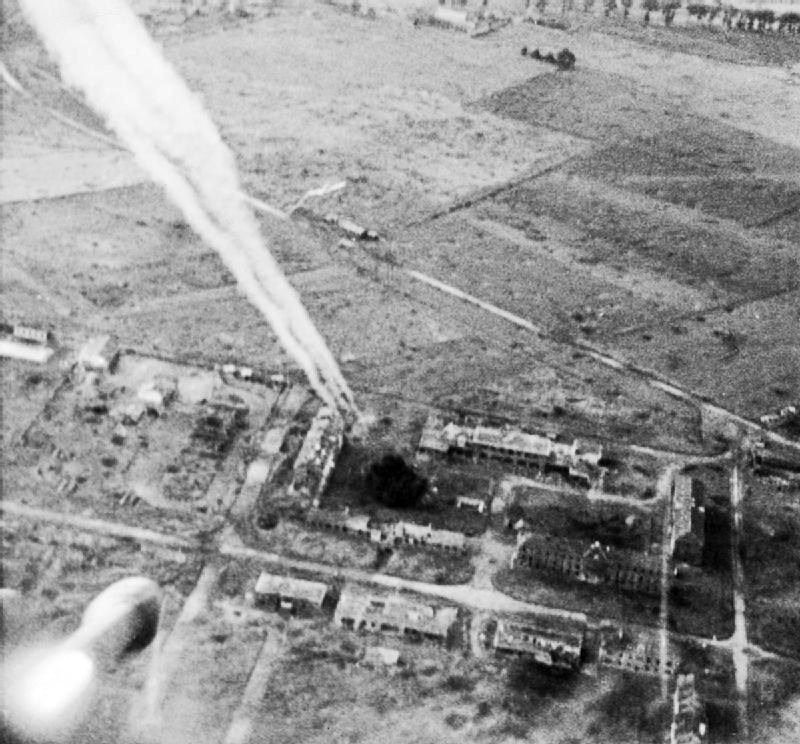
Appui feu aux Canadiens sur Carpiquet.

Le 11 juin, c'est au tour du régiment de la Chaudière d'attaquer les jeunes SS et de tenter de nettoyer la vallée de la Mue à l'ouest de Caen, afin de prendre la ville. La bataille est sanglante pour progresser de seulement deux kilomètres vers Rots, puis tenter de prendre les villages Cristot et du Mesnil-Patry ; les pertes canadiennes s'élèvent ce jour-là à 430 soldats.
Le 4 juillet, le général Bernard Montgomery lance l'opération Windsor. Il s'agit toujours de prendre la ville de Caen par l'Ouest et de sécuriser l'aéroport de Carpiquet toujours défendu par les jeunes nazis sous le commandement de Kurt Meyer. Le général canadien Rodney Keller lance ses troupes à l'assaut. Si le village de Carpiquet est pris, les lance-flammes canadiens n'arrivent pas à déloger les soldats allemands terrés dans les abris bétonnés de l'aérodrome. Les combats sont d'une sauvagerie extrême selon les vétérans, des deux côtés, le mot d'ordre est « pas de quartier ».

### La bataille de Caen en juillet: La prise de la ville

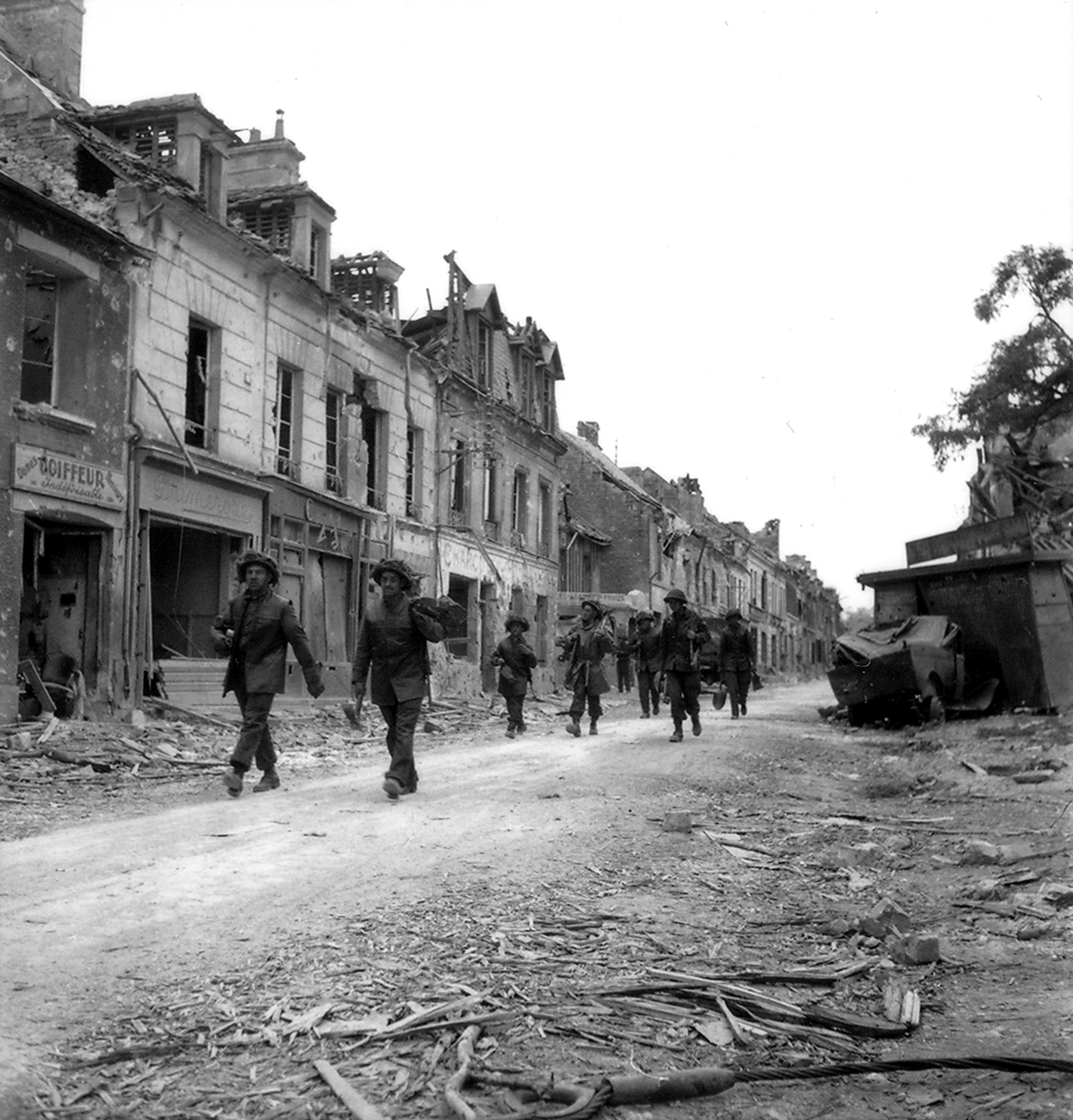
Soldats canadiens progressant dans Caen.

Le 7 juillet, c'est l'opération Charnwood. Les Canadiens de la 3e Division d'infanterie prennent les villages d'Authie et de Buron après un bombardement massif sous forme de tapis de bombes ou « carpet bombing' » par avions lourds britanniques. Le 9 juillet, ils progressent de 4 km et entrent dans le centre-ville de Caen rejoignant les Anglais de la 51e division d'infanterie britannique près des quais de l'Orne.
Pour l'Opération Goodwood qui commence le 18 juillet et a pour but de prendre l'Est et le Sud de Caen (notamment le quartier Vaucelles), les soldats de la 3e DI canadienne doivent attaquer les Allemands qui occupent les usines et les hauts fourneaux de la S.M.N (Société métallurgique de Normandie) situés à Colombelles. La progression est conforme au plan, les Allemands ayant été littéralement écrasés par les bombes du bombardement préalable. Plus à l'ouest, la 2e Division, fraichement arrivée, prend Vaucelles durant l'opération Atlantic.

### La poussée vers le sud

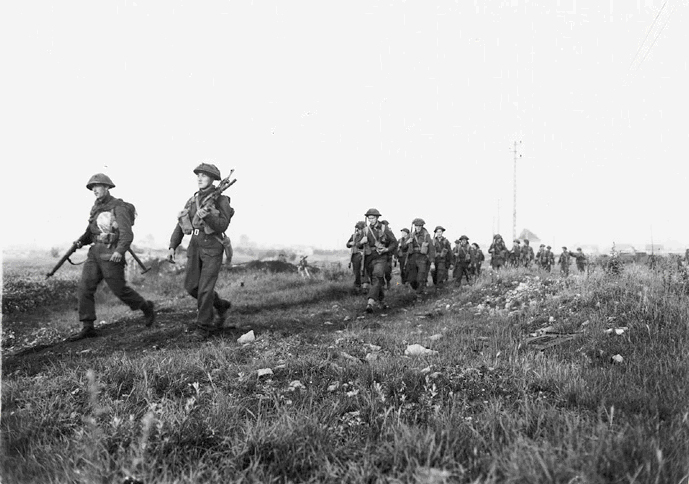
Royal Winnipeg Rifles - Spring.

Le 25 juillet, les Canadiens de la 3e DI participent à l'opération Spring et attaquent le long de la route Caen-Falaise pour prendre Tilly-la-Campagne mais la 272e division d'infanterie défend le secteur avec acharnement et savoir-faire : les Canadiens doivent battre en retraite. En incluant l'attaque de la 2e DI canadienne sur May-sur-Orne, les pertes de la journée pour cette opération s'élèvent à 1 500.

### La poche de Falaise-Argentan
Du fait des pertes subies depuis le 6 juin 1944, la 3e DI division canadienne est positionnée en réserve de la 2e DI canadienne. Elle participe toutefois aux opérations dans le secteur de Falaise le 17 août 1944 afin de fermer la poche de Falaise-Agentan.

### De Rouen à la Belgique
Libérant Rouen le 30 août 1944, la division quitte les premières lignes jusqu'aux combats en octobre 1944 afin de réduire la poche de Breskens.

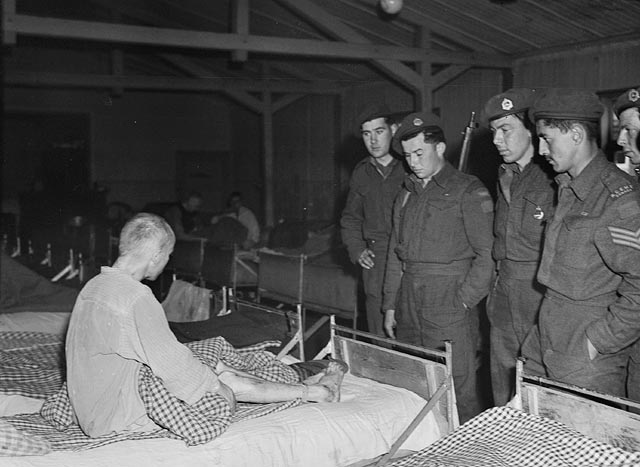
Membres de la 3e division d'infanterie canadienne face à un prisonnier d'un camp nazi en 1945.

La 3e Division d’infanterie canadienne va une nouvelle fois montrer une grande abnégation durant l'offensive amphibie sur l’Escaut : le général Montgomery a pour objectif de sécuriser le port d'Anvers. Le secteur assigné aux Canadiens est sous le feu de l'ennemi et complètement inondé, mais les hommes de Rodney Keller atteignent l'autre rive avec succès. Surveillant les opérations, le général Montgomery, impressionné par leur réussite, les surnomme les « Water Rats ». Atteignant la ligne Siegfried le 10 février 1945, ils mènent des luttes opiniâtres pour prendre les villes d'Uedem et Keppeln (de) puis franchissent le Rhin faisant une nouvelle fois preuve de leurs capacités amphibies. Le 28 avril 1945, la 3e DI canadienne entre en Allemagne et prend la ville de Leer.

## Unités
7e Brigade d'infanterie canadienne (7th Canadian Infantry Brigade)
- The Royal Winnipeg Rifles
- The Royal Regina Rifles
- 1er bataillon du The Canadian Scottish Regiment (Princess Mary's)
- Compagnie de la 7e brigade d'infanterie, Royal Canadian Army Service Corps (en)
- Atelier de la 7e brigade d'infanterie, Royal Canadian Electrical and Mechanical Engineers (en)

8e Brigade d'infanterie canadienne (8th Canadian Infantry Brigade)
- The Queen's Own Rifles of Canada
- Le Régiment de la Chaudière
- The North Shore (New Brunswick) Regiment
- Compagnie de la 8e brigade d'infanterie, RCASC
- Atelier de la 8e brigade d'infanterie, RCEME

9th Canadian Infantry Brigade
- Highland Light Infantry of Canada
- Stormont, Dundas and Glengarry Highlanders
- North Nova Scotia Highlanders
- Compagnie de la 9e brigade d'infanterie, RCASC
- Atelier de la 9e brigade d'infanterie, RCEME

Autres unités
- 7th Reconnaissance Regiment (17th Duke of York's Royal Canadian Hussars)
- The Cameron Highlanders of Ottawa (artillerie)
- 12e régiment d’artillerie de campagne (12th Field Artillery Regiment)
- 13e régiment d’artillerie de campagne (13th Field Artillery Regiment)
- 14e régiment d’artillerie de campagne (14th Field Artillery Regiment)
- 19e régiment d'artillerie de campagne (19th Army Field Rgt)
- 3e régiment antichar (3rd Anti-tank Regiment)
- 4th Light Anti-aircraft Regiment
- 3e compagnie de parc du Génie, RCE
- 5e compagnie de campagne, RCE
- 6e compagnie de campagne, RCE
- 16e compagnie de campagne, RCE
- 18e compagnie de campagne, RCE
- Service de transmissions de la 3e division d'infanterie, RCCS
- Compagnie de troupes de la 3e division d'infanterie, RCASC
- Ambulance de campagne no 14, RCAMC
- Ambulance de campagne no 22, RCAMC
- Ambulance de campagne no 23, RCAMC
- Parc de campagne divisionnaire du matériel d'infanterie no 3, RCOC
- Atelier no 3 des troupes d'infanterie, RCEME